# Karl-Hermann Mrongovius
Karl-Hermann Mrongovius (* 1937 in München) ist ein deutscher Pianist.

## Leben
Mrongovius begann mit fünf Jahren ein Musikstudium am Konservatorium seiner Heimatstadt. Mit 14 Jahren trat er zum ersten Mal als Solist mit Felix Mendelssohn Bartholdys Klavierkonzert g-Moll op. 25 auf.
Später studierte er an der Musikhochschule München bei Rosl Schmid und erwarb 1959 Diplome für Klavier und Pädagogik. Darüber hinaus studierte er Orchesterleitung bei Gotthold Ephraim Lessing und Adolf Mennerich sowie Liedbegleitung bei Hans Altmann.
1959 übernahm er eine Lehrtätigkeit am Richard-Strauss-Konservatorium München.
1962 heiratete er die spanische Pianistin Begoña Uriarte und begründete mit dieser ein Klavierduo, das mit mehreren Preisen ausgezeichnet wurde. Zu nennen sind der Preis beim Gian Battista Viotti International Music Competition in Vercelli (1967), der Kulturpreis für Musik des Freistaats Bayern (1975) und der erste Preis beim „25 Years of Yamaha Competition in Spain“ (1982).
Von 1981 bis 2000 war Mrongovius Professor für Klavier an die Hochschule für Musik München, wo er auch eine Meisterklasse leitete.
Solo- und Duo-Konzerte führten ihn in zahlreiche Länder, darunter in die Sowjetunion sowie nach Japan, Spanien, Luxemburg und Litauen. Als Solist trat er regelmäßig mit renommierten Orchestern auf, darunter den Münchner Philharmonikern, dem Symphonieorchester des Bayerischen Rundfunks, der Luxemburger Fernsehphilharmonie, dem BBC Symphony Orchestra, dem Mozarteum Salzburg, dem Sinfonieorchester des WDR Köln, dem Nationalorchester Spaniens und dem Nationalen Symphonieorchester des Polnischen Rundfunks.
Mongrovius veröffentlichte mehr als 20 CDs mit Werken von Bela Bartók, Johannes Brahms, György Ligeti, Olivier Messiaen, Claus Ogerman, Maurice Ravel, Max Reger, Franz Schubert, Antonio Soler, Richard Strauss und Igor Strawinsky.

## Diskographie (Auswahl)
- 1998: Claus Ogermann, Musica per due pianoforte, Koch-Schwann
- 2002: Maurice Ravel, Sämtliche Klavierwerke, Wergo, 3 CDs